# Mikey Whipwreck
James Watson (nascido em 4 de Junho de 1973), mais conhecido pelo seu ring name Mikey Whipwreck, é um ex-lutador de wrestling profissional estadunidense, mais conhecido por suas passagens pela World Championship Wrestling (WCW) e principalmente pela Extreme Championship Wrestling (ECW). Atualmente, Watson luta e treina lutadores na New York Wrestling Connection.

## Carreira

### Extreme Championship Wrestling (1993–1998)
Antes de se tornar um lutador profissional, Whipwreck se juntou ao Extreme Championship Wrestling e fazia parte de sua equipe, que normalmente trabalham de graça, desde que eles possam se divertir-se no ringue antes e depois dos shows. O então GM Paul Heyman perguntou à Mikey se ele gostaria de lutar profissionalmente na ECW depois que ele assistiu Whipwreck praticar uma variedade de manobras aéreas antes de um show ao vivo. Enquanto tava na ECW, ele recebeu mais formação de alguns lutadores da ECW tais como Tazz, Perry Saturn, Tommy Dreamer e Mick Foley, entre outros. Em 15 de maio de 1994, Whipwreck derrotou Pit Bull e ganhou o seu primeiro título na ECW,o ECW World Television Championship. Ele segurou o título até o dia 13 de agosto do mesmo ano.
Apenas duas semanas depois de perder o título da televisão mundial, a grande chance de Whipwreck veio em 27 de agosto de 1994, quando Terry Funk cancelou sua participação e, com isso, o seu combate de tag team agendada com Cactus Jack contra The Public Enemy (Johnny Grunge e Rocco Rock) acabou com Whipwreck substituindo Funk e conseguindo ganhar seu primeiro cinturão de duplas,o ECW World Tag Team Championship. A dupla ficou um pouco mais de cinco semanas antes de perder o título para Public Enemy.
Após a perda do título, Whipwreck começou a correr atrás do ECW World Heavyweight Championship de The Sandman. E em 28 de outubro de 1995, Whipwreck marcou a maior vitória de sua carreira ao derrotar The Sandman em uma partida de escada pelo World Heavyweight Championship ECW, tornando-se o mais jovem Campeão na história. Durante o seu reinado como World Heavyweight Champion, Whipwreck criou uma feud com o futuro campeão da WWF e futuro Hall of Famer "The Extreme Superstar" Steve Austin retendo com sucesso o título. Em 9 de dezembro de 1995, Whipwreck perdeu o título para Sandman em uma luta também envolvendo Austin. 
No dia 29 de dezembro de 1995, em Rego Park, Nova Iorque no Holiday Inferno, Whipwreck derrotado 2 Cold Scorpio em uma partida de simples em que a televisão World e World Tag Team Titles estavam todos na linha. Imediatamente depois, Cactus Jack declarou-se parceira da Whipwreck ea dupla se tornou duas vezes Tag Team Campeões juntos. Em 5 de janeiro de 1996 Escorpião recuperou o título da televisão mundial e dois meses depois, Whipwreck e Jack perdeu seus títulos à Eliminators (Perry Saturn e John Kronus). Logo depois, Cactus Jack ligado Whipwreck, culpando-o por sua perda e começar uma briga entre os dois. Porque Cactus Jack logo foi definida para deixar ECW para estrear pela World Wrestling Federation, os fãs começaram a apoiar fortemente Whipwreck durante esta disputa. Após Whipwreck atacou Cactus Jack durante uma luta com Shane Douglas, uma partida de simples entre os dois foi marcada para março. No entanto, Whipwreck foi derrotado depois de vários tiros de cadeira e um piledriver. 

## No wrestling
- Finishers e ataques secundários
  - Whipper–Snapper - Inovador
  - Double underhook backbreaker drop
  - Franken–Mikey
  - Inverted suplex
  - Kneeling belly to belly piledriver
  - Unholy Driver

- Temas de entrada
  - Peppe por Butthole Surfers
  - Loser porde Beck
  - "Bombtrack" por Rage Against the Machine
  - "T.I.W." por Harry Slash & The Slashtones
  - "Cyanide" por Deathstars

- Managers
  - Mick Foley
  - Don Callis

- Lutadores treinados por Mikey Whipwreck
  - Amazing Red
  - Curt Hawkins
  - Zack Ryder
  - Jay Lethal
  - Trinity

## Títulos e prêmios
- Border City Wrestling
  - BCW Can-Am Heavyweight Championship (1 vez)
- European Wrestling Association
  - EWA European Junior Heavyweight Championship (1 vez)
- Eastern Championship Wrestling / Extreme Championship Wrestling
  - ECW World Heavyweight Championship (1 vez)
  - ECW World Tag Team Championship (3 vezes) - com Cactus Jack (2) e Yoshihiro Tajiri (1)
  - ECW World Television Championship (2 vezes)
- Impact Championship Wrestling
  - ICW Heavyweight Championship (1 vez)
- Maryland Championship Wrestling
  - MCW Cruiserweight Championship (1 vez)
- New York Wrestling Connection
  - NYWC Heavyweight Championship (2 vezes)[1]
  - NYWC Tag Team Championship (1 vez)
- USA Pro Wrestling
  - USA Pro Tag Team Championship (1 vez) - com Wayne[2]
- Wrestling Observer Newsletter
  - Jovem do Ano (1994)
- Xtreme Wrestling Coalition
  - XWC Heavyweight Championship (1 vez)